# Holger Birkedal
Holger Birkedal (28. juli 1848 - 14. september 1908) var en dansk ingeniør, spion og forfatter, der bl.a. spillede en prominent rolle i den chilenske erobring af Perus hovedstad Lima under Salpeterkrigen i 1881.

## Virksomhed i Peru
Birkedal arbejdede som ingeniør i Peru i perioden 1870-1876, hvor han bl.a. arbejde på opførelsen af jernbanelinjen mellem Pacasmayo og Cajamarca (1870), jernbanelinjen mellem Patillos og Lagunas, samt et vandingsprojekt i Pampa, arbejdede som ingeniør i firmaet The Guano Loading Co. (1874), og deltog det følgende år i et vandforsyningsprojekt til byen Pisagua. 
Det er uklart hvad der derefter skete, men Birkedal oplevede ifølge sin egen beretning "en betydelig skuffelse i forbindelse med nogle personer fra de højere kredse i Lima", hvorfor han i 1876 rejste til Chile. 

## Spion for Chile
I august 1880 blev han fremstillet for Chiles forsvarsminister José Francisco Vergara, og han tilbød ham sin tjeneste, hvorefter han blev udnævnt til oberstløjtnant i de chilenske ingeniørtropper. Han blev herefter sendt tilbage til Lima som spion for Chile, hvor han som dansk statsborger kunne hævde neutralitet i den da pågående krig mellem Chile og Peru. I perioden august-oktober 1880 lykkedes det Birkedal, under dække af at han søgte arbejde som ingeniør, at opnå detaljeret indblik i byens forsvarsværker, samt artilleristillinger i det nærliggende område foruden flådens placering og tilstand. En intetanende peruviansk sergent, samt en norsk industridrivende Adolph Beck viste sig at være meget hjælpsomme i forbindelse med Birkedals forhavende.
I oktober 1880 blev Birkedal tilbudt en stilling i den peruvianske hær, men han påkaldte sig sin neutralitet og forlod derefter Lima til fordel for den chilensk kontrollerede by Arica. Her afleverede han de indsamlede oplysninger, og de blev derefter med fordel anvendt i erobringen af byen, hvis forsvarere efterfølgende blev udsat for en regulær massakre.

## Forfattervirksomhed
Birkedal skrev også en række værker af historisk og politiske emner om syd- og mellemamerikanske forhold, bl.a. baseret på sine egne oplevelser. De udkom både på engelsk, spansk og dansk, af de danske titler kan nævnes Peru-Bolivia-Chile, det gamle Inca-Rige og dets Kuldkastelse ved Spanierne, Kolonisternes Frihedsbevægelse og Uafhængighedserklæring, de paagjældende Landes naturlige Beskaffenhed, Folke-Udvikling og Karakteristik, industrielle Liv og Undervisningsvæsen, Krigen i Sydamerika paa Kysten af det stille Hav (udgivet på dansk i Chicago, 1879-1881), genudgivet i Danmark i to dele med titlen Krigen paa det stille Oceans Kyst, (1879-1881), Chile mod de forenede Magter Perú og Bolivia, en historisk Fremstilling med kort Overblik over sydamerikanske Tilstande under det spanske Herredømme og over Chiles, Perús og Bolivias Udvikling under Frihedsbevægelsen og efter tilkjæmpet Uafhængighed (1883-84) og Frihedskrigen i Sydamerika (2 bind, 1904), samt nogle mindre pjecer.